# 何も変えてはならない
『何も変えてはならない』（なにもかえてはならない、Ne change rien）は、ペドロ・コスタ監督による2009年のポルトガル・フランス合作のドキュメンタリー映画。

## キャスト
- ジャンヌ・バリバール
- ロドルフ・ビュルジェ
- エルヴェ・ルース
- アルノー・ディテリアン
- ジョエル・テゥー

## 発表
2009年5月15日、第62回カンヌ国際映画祭「監督週間」にて上映された。

## 評価
Metacriticでは、4件のレヴューで平均値82点を獲得した。